# Todd Solondz
Todd Solondz (15 de octubre de 1959) es un célebre guionista y director de cine independiente estadounidense. Conocido por sus sátiras oscuras y reflexivas sobre la sociedad, Solondz ha sido elogiado por su exploración de "las oscuras debilidades de la clase media estadounidense periférica", un reflejo de sus propias experiencias en Nueva Jersey. Entre sus trabajos se encuentran el éxito de culto Welcome to the Dollhouse, la premiada Happiness, Storytelling y Palindromes. 

## Biografía
En un principio, Solondz consideró la posibilidad de convertirse en rabino, pero finalmente optó por la escritura de guiones. Escribió varios mientras trabajaba como repartidor para Writers Guild of America.
Solondz consiguió su postgrado en inglés en la Universidad Yale y asistió a un curso en bellas artes (de cine y televisión) en la Universidad de Nueva York, pero no se graduó.
A principios de los años 1990, trabajó como profesor de inglés como segunda lengua para inmigrantes rusos recién llegados, en un refugio ubicado en Nueva York (allí trabajó junto a Alexander Gelman, Gary Shteyngart y Roman Turovsky-Savchuk), una experiencia que él ha descrito como muy gratificante (en una de sus películas, Happiness, a uno de los personajes, Joy, una experiencia similar le resulta traumática).
Actualmente es profesor adjunto en la Escuela de Artes de la Universidad de Nueva York, donde enseña dirección y escritura de cine.

### Primeros trabajos
Uno de sus primeros cortometrajes fue Schatt's Last Shot, realizado en 1985. El personaje principal es un chico de secundaria que quiere entrar a la Universidad Stanford, pero su profesor de gimnasia lo odia y tampoco tiene suerte con la chica de sus sueños. El corto fue poco visto, pero ha sido proyectado en escuelas de cine.
En 1989, Solondz escribió y dirigió Fear, Anxiety & Depression, una comedia acerca de un dramaturgo novato, Ira (interpretado por Solondz), y sus frustrantes interacciones con el sexo opuesto. La estructura narrativa separada en episodios y la relación casual con la "cuarta pared" de alguna manera se asemejan a Annie Hall, y el neurótico e incómodo (que además utiliza anteojos) protagonista se asimila a muchos de los papeles de Woody Allen. Ya que la manera de escribir de Solondz cambió considerablemente tras este filme, se asemeja poco a sus siguientes trabajos, excepto por su inhóspita perspectiva del mundo y la forma en que se crea humor de situaciones nefastas como el suicidio y la violación. La película contiene varios intervalos musicales, incluyendo tres canciones escritas para la película. Stanley Tucci aparece haciendo uno de sus primeros papeles, interpretando a un despreciado conocido de Ira, que empieza a escribir por capricho e instantáneamente se transforma en una sensación de los teatros off-Broadway. El estudio criticó a Solondz por la película y su dirección en general; como resultado, muchas veces es omitida en su filmografía oficial.

### Welcome to the Dollhouse
Las frustraciones de su primer largometraje llevaron a Solondz a dejar a un lado su relación con la industria del cine. Más de cinco años más tarde, un amigo abogado le sugirió darle otra oportunidad a la realización de películas. El resultado fue Welcome to the Dollhouse (1995), que se llevó el premio del gran jurado en el Festival de Cine de Sundance. Se trata de una comedia de humor negro que sigue los pasos de Dawn Wiener, una dentuda y tímida chica de anteojos de séptimo grado que sin piedad es molestada en el colegio y tratada con desdén en su hogar. Se diferenció de anteriores películas sobre abuso de adolescentes debido a su compleja caracterización. Retrató al antagonista (el bully), Brandon, de manera comprensiva, y a Dawn, la aparente protagonista y víctima de la historia, fue mostrada defectuosa y cruel por momentos. La película fue un gran éxito entre los críticos y un moderado éxito en la taquilla. Fue un éxito también en los festivales, siendo proyectada en todo el mundo.

### Happiness
Su siguiente trabajo fue Happiness (1998), un filme muy controvertido debido a los temas que trata, desde la violación hasta la pedofilia, el suicidio, homicidio y un pervertido social que hace llamadas telefónicas. Después de ser rechazada por el distribuidor original, October Films, la película terminó siendo lanzada por Good Machine Releasing. Recibió numerosos premios, incluyendo el Premio de la crítica internacional en el Festival de Cannes, y Solondz fue elogiado por la crítica.

### StorytellingyPalindromes
En 2001, Solondz lanzó Storytelling, que fue estrenada en el Festival de Cannes de ese año. Es una película dividida en dos partes, tituladas "Ficción" y "No-ficción". Las dos historias comparten elementos temáticos, pero tratan a cada uno de forma diferentes. Este formato fue utilizado porque el director quería "encontrar una estructura fresca, una forma fresca y una manera diferente de abordar lo que sería un material geográficamente idéntico". Cuando Solondz presentó la película a la MPAA, le dijeron que si deseaba recibir una clasificación menor a R (audiencias menores de 17 años), debía eliminar una escena de sexo explícito que incluía a un hombre negro y una mujer blanca. Sin embargo, debido a la cláusula en el contrato de Solondz, lo censuradores se vieron obligados a permitir la escena con un cuadro rojo que cubre a los actores. El director declaró: "Es una gran victoria para mí el tener un gran cuadro rojo, el primer cuadro rojo en una película de estudio (...) está justo en frente tuyo: está prohibido que veas esto en nuestro país". Sin embargo, sí tuvo que eliminar una porción de la película (la cual se ha dicho que podría ser una subtrama de la segunda historia o toda una tercera historia) que contenía una escena de sensualidad que involucraba a dos actores masculinos (uno de los cuales era James Van Der Beek).
La siguiente película, Palindromes (2004), causó sorpresa entre muchos expertos y críticos debido a su temática de abuso sexual infantil y aborto. Es un crossover con Welcome to the Dollhouse, ya que la familia Wiener vuelve a aparecer y se revela que Dawn Wiener, la protagonista de ese filme, se suicidó. La película fue en gran parte financiada por el propio Solondz. Como todas sus películas anteriores, Palindromes está ambientada en las afueras de Nueva Jersey. En los EE. UU. fue lanzada sin clasificación.

### Life During Wartime
Life During Wartime (conocida anteriormente como "Forgiveness") es la película más nueva de Solondz. La nueva película, según indicó Solondz en una entrevista en Cannes, es compañera de Happiness y Welcome to the Dollhouse. Además fue descrita como "Una comedia de humor negro acerca de la obsesión sexual". Con un presupuesto de 4,5 millones de dólares, cuenta con actores como Ally Sheedy, Renee Taylor, Paul Reubens, Chane't Johnson, Ciaran Hinds, Shirley Henderson, Michael Lerner, Michael Kenneth Williams, Rich Pecci, Charlotte Rampling, Allison Janney y Chris Marquette.
La película debutó en el Festival Internacional de Cine de Toronto en septiembre de 2009, y ese mismo año compitió por el León de Oro en el Festival Internacional de Cine de Venecia, donde obtuvo el premio Osella al mejor guion.

## Citas
«La gente dirá cosas horribles sobre mí, y han dicho cosas horribles de mí por un largo tiempo. Todo tipo de epítetos: cruel, misántropo, cínico, repugnante, y la lista sigue y sigue, y supongo que lo que me da coraje para seguir es que tengo otro grupo de espectadores que sirven de contrapeso para todas las cosas terribles que la gente dice de mí. No es divertido escuchar cosas como esas acerca de uno mismo. Y no hay mucho que pueda hacer al respecto. Simplemente me apego a lo que siento que es veracidad, la realidad que estoy creando. Pienso que es difícil para algunas personas encontrar un portal, un acceso a los mundos que estoy creando. Si uno se siente encerrado, creo que se puede volver muy resentido.»
Todd Solondz, Gothamist.com (2005).

## Filmografía
- Feelings (1984) (cortometraje)
- Babysitter (1984) (cortometraje)
- Schatt's Last Shot (1985) (cortometraje)
- Fear, Anxiety & Depression (1989)
- Welcome to the Dollhouse (1995)
- Happiness (1998)
- Storytelling (2001)
- Palindromes (2004)
- Life During Wartime (2009)
- Dark Horse (2011)
- Venice 70: Future Reloaded (Documental), (2013)
- Wiener-Dog (2016)

## Premios y distinciones
Festival Internacional de Cine de Cannes
| Año  | Categoría            | Película  | Resultado |
| ---- | -------------------- | --------- | --------- |
| 1998 | Premio de la Crítica | Happiness | Ganador   |

Festival Internacional de Cine de Venecia
| Año  | Categoría                    | Película            | Resultado |
| ---- | ---------------------------- | ------------------- | --------- |
| 2009 | Premio Osella al mejor guion | Life During Wartime | Ganador   |